# Palacio de Justicia del Condado de Lincoln (1872)
El Palacio de Justicia del condado de Lincoln, también conocido como el palacio de justicia de Pioche y el antiguo palacio de justicia del condado de Lincoln, en Pioche, Nevada, obtuvo el título de "Palacio de justicia del millón de dólares" después de que su construcción costó 75 000 dólares en 1872 (1 700 000 dólare de 2021),  para un edificio relativamente pequeño. Con costos adicionales atribuidos a cargos financieros y mala gestión fiscal, el costo en dólares de 1872 llegó a más de 800 000 dólares (unos18 millones de 2021).  La deuda contraída por el condado no se retiró hasta 1938, cuando el nuevo juzgado estaba en construcción.
El presupuesto para el proyecto del juzgado fue de 26 000 dólares . Sin embargo, el contrato de construcción inicial se rompió y el edificio se completó con contratos separados a un costo total mucho mayor. Mientras tanto, el condado emitió una fianza de 75 000 dólares y cantidades de vales para cubrir otras obligaciones del condado que se cargaron al proyecto del juzgado. Con el declive de la minería en el condado, las evaluaciones de impuestos cayeron y el condado no pudo mantenerse al día con los cargos por intereses y no realizó ningún pago sobre el capital. Un intento de repudio de la deuda en la década de 1880 fracasó. Finalmente, en 1907 la legislatura de Nevada estableció un plan para redimir la deuda al 65% de la obligación pendiente, con parte de la deuda asumida por el condado de Clark, recién creado a partir de la parte sur del condado de Lincoln en 1909. La deuda se canceló en 1938, el mismo año en que se construyó el nuevo juzgado. Se alegó en ese momento que el palacio de justicia de 1872 era inestable y se estaba deteriorando.
A pesar de su estado de deterioro, el palacio de justicia sobrevivió a casi cuarenta años de abandono y fue restaurado en la década de 1970 para funcionar como museo de historia local. El palacio de justicia fue diseñado por T. Dimmock y Thomas Keefe. El edificio de dos pisos es de estilo italiano con un frente de ladrillo y mampostería de piedra de escombros en los lados y la parte trasera. Ubicada en una colina en la parte trasera, se puede acceder a la cárcel desde el segundo piso. El palacio de justicia se incluyó en el Registro Nacional de Lugares Históricos en 1978. 